# (14424) Laval
(14424) Laval (1991 SR3) – planetoida z pasa głównego asteroid okrążająca Słońce w ciągu 5,59 lat w średniej odległości 3,15 j.a. Odkryta 30 września 1991 roku.